# Dhuttarga, Chincholi
Dhuttarga là một làng thuộc tehsil Chincholi, huyện Gulbarga, bang Karnataka, Ấn Độ.